# This Is Stina Nordenstam
This Is Stina Nordenstam är den svenska sångerskan Stina Nordenstams femte studioalbum, utgivet 2001 av Eastwest Records.
Från skivan utgavs singlarna Sharon & Hope (2001) och Lori Glory (2001). De nådde ingen listframgångar.

## Låtlista
Alla låtar är skrivna av Stina Nordenstam.
1. "Everyone Else in the World" – 2:59
2. "Trainsurfing" – 3:10
3. "So Lee" – 2:56
4. "The Diver" – 3:19
5. "Circus" – 3:19
6. "Stations" – 3:07
7. "Keen Yellow Planet" – 3:04
8. "Lori Glory" – 3:01
9. "Welcome to Happiness" – 2:51
10. "Clothe Yourself for the Wind" – 1:35
11. "Sharon & Hope" – 2:31

## Listplaceringar
| Lista (2001) | Topplacering |
| ------------ | ------------ |
| Sverige      | 26           |
| Frankrike    | 135          |

## Mottagande
Allmusics recensent Kelvin Hayes gav skivan betyget 3/5.